# Renzo Arbore

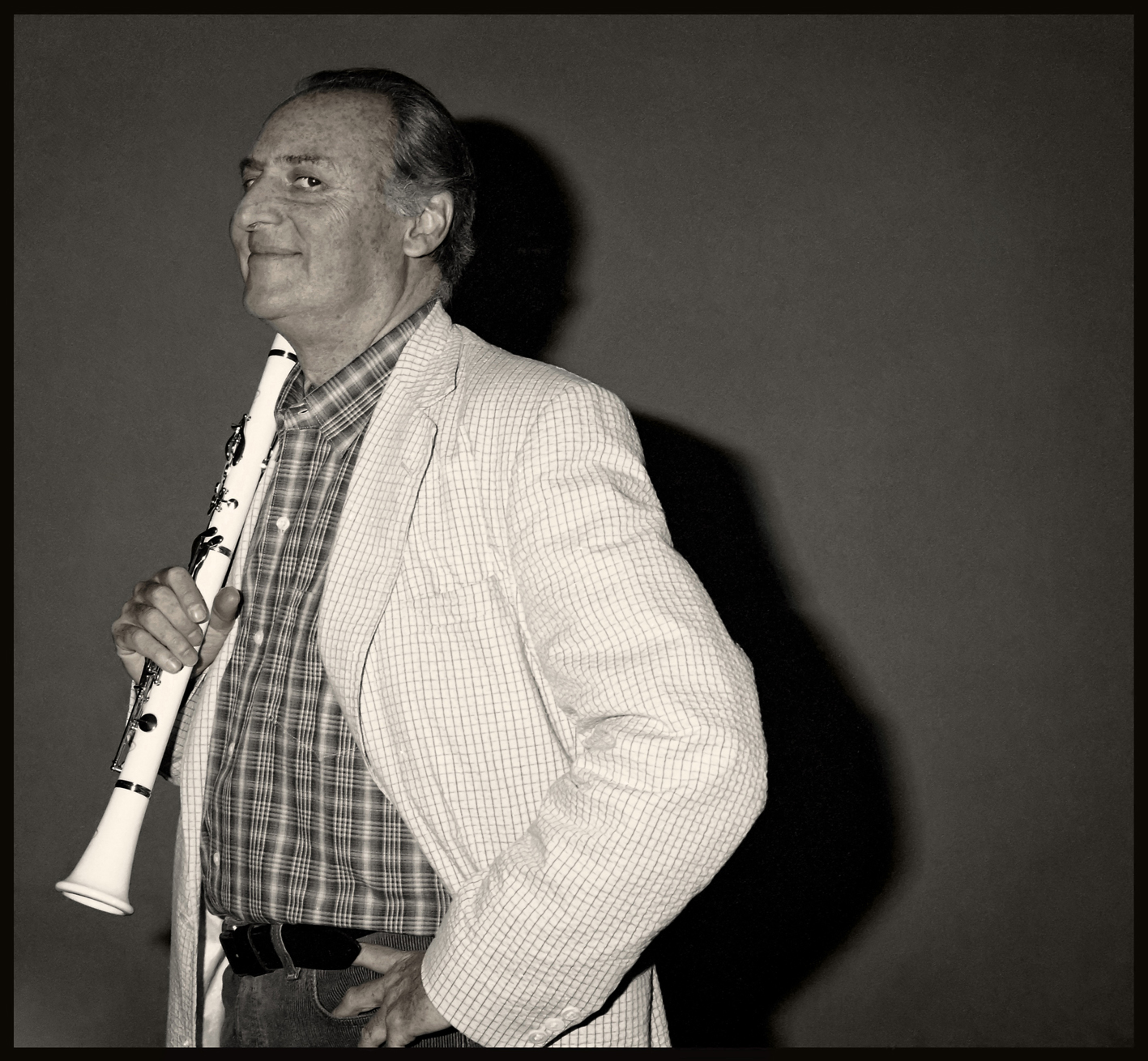
Renzo Arbore 1995: Porträt – Augusto De Luca

Lorenzo „Renzo“ Giovanni Maria Antonio Domenico Arbore (* 24. Juni 1937 in Foggia) ist ein italienischer Musiker, Moderator, Schauspieler, Drehbuchautor und Filmregisseur.

## Leben
Lorenzo „Renzo“ Arbore begann nach seinem frühen Umzug nach Neapel als Jazzklarinettist in Clubs aufzutreten. Bald wurde er jedoch als Radiosprecher landesweit bekannt, als er neben Gianni Boncompagni in Sendungen wie Bandiera gialla (1965), Per voi giovani (1967) und Alto gradimento (1970) zu hören war, die von Ironie und Satire geprägt waren. In der Spielzeit 1969/70 debütierte er auch in Speciale per voi, einer Fernsehversion der Show, in der u. a. auch über gerade aktuelle Musik diskutiert wurde. 1972 nahm er erstmals als Klarinettist eine Platte auf, zusammen mit der N.U. Orleans Rubbish Band. Großen Erfolg feierte er einige Jahre später wieder im Fernsehen, als er mit dem zwischen 1976 und 1979 ausgestrahlten Format L’altra Domenica teils ins Surrealistische reichende Sequenzen präsentierte und in dem eine große Anzahl junger Schauspieler wie Mario Marenco, Isabella Rossellini und Roberto Benigni mitwirkte.
Für das Kino entstanden 1980 mit Il pap’occhio und drei Jahre später mit F.F.S.S. wilde, surreale Komödien, die zahlreichen Kollegen und Freunden Gelegenheit zum Auftritt gaben und die in Neapel spielten. Gelegentlich war Arbore auch selbst als Schauspieler zu sehen. 1981 trat er im Titelsong der Sendung Telepatria International erstmals als Sänger in Erscheinung, noch im selben Jahr veröffentlichte er das Album Ora o mai più ovvero cantautore da grande. Im Rahmen der Fernsehsendung Quelli della notte erschienen 1985 gleich zwei Alben, auf denen Arbore zusammen mit dem New Pathetic “Elastic” Orchestra zu hören war und die große Verkaufsschlager wurden. 1986 gelang Arbore mit dem Lied Il clarinetto ein zweiter Platz beim Sanremo-Festival, worauf das ebenfalls erfolgreiche Album Prima che sia troppo tardi folgte.

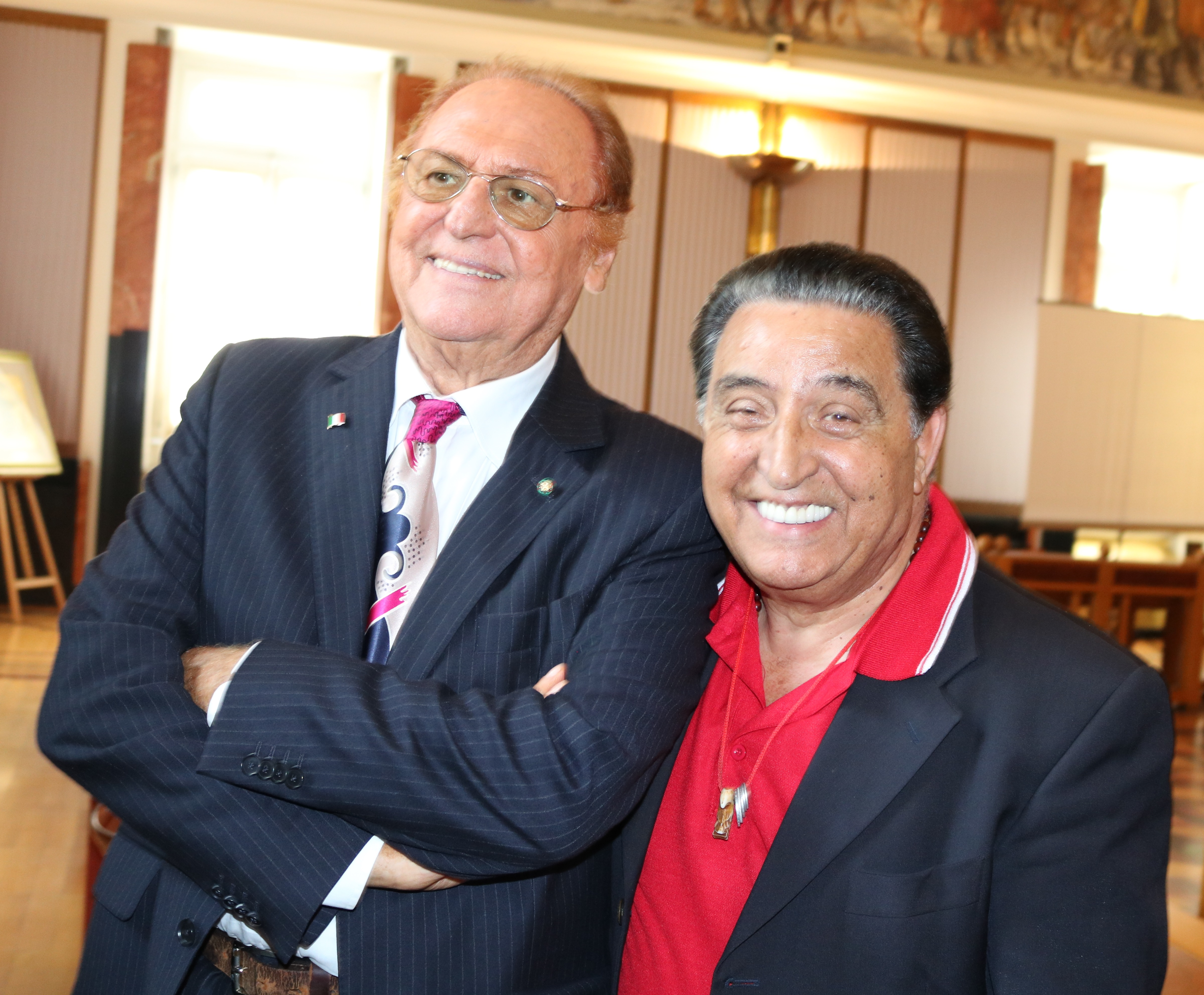
Renzo Arbore und Mario Trevi (2017)

Das Album zur Musiksendung Indietro tutta!, Discao Meravigliao von 1988 brachte Arbore eine Nummer-eins-Platzierung in den italienischen Albumcharts ein; auch die Single Sì, la vita è tutt'un quiz daraus verfehlte nur knapp die Spitzenposition. Nach der Veröffentlichung von Sanremix (1990) gründete Arbore 1991 das Orchestra Italiana, das in großer Besetzung neapolitanische Musik spielt. Die Big Band debütierte beim Montreux Jazz Festival und erreichte mit dem ersten Album Napoli punto e a capo (1992) sogleich die italienische Chartspitze. In den folgenden Jahren folgten weitere vier erfolgreiche Alben, auch begleitet von internationalen Tourneen, die u. a. lateinamerikanische Einflüsse im Repertoire des Orchestra nach sich zogen.
In den 2000ern formte Arbore neue Gruppen: 2002 veröffentlichte er ein Album mit den Swing Maniacs, 2005 eines mit den Arborigeni. Gleichzeitig blieb er aber auch mit dem Orchestra Italiana aktiv, mit dem er 2006 in der Carnegie Hall in New York auftrat, woraus ein doppeltes Livealbum hervorging. Es folgten weitere Alben mit verschiedenen Gruppen.
Bereits 1992 wurde Arbore mit dem Verdienstorden der Italienischen Republik in der Klasse Großoffizier aufgezeichnet.

## Diskografie

### Alben
| Jahr | Titel Musiklabel Katalog-Nr.                                                | Höchstplatzierung, Gesamtwochen, AuszeichnungChartsChartplatzierungen (Jahr, Titel, Musiklabel Katalog-Nr., Platzierungen, Wochen, Auszeichnungen, Anmerkungen) | Anmerkungen                                 |
| Jahr | Titel Musiklabel Katalog-Nr.                                                | IT | Anmerkungen                                 |
| ---- | --------------------------------------------------------------------------- | --- | ------------------------------------------- |
| 1985 | Quelli della notte Fonit Cetra, LPX 143                                     | IT3 (20 Wo.)IT | mit New Pathetic “Elastic” Orchestra        |
| 1985 | Quelli della notte n. 2: meglio dal vivo che dal morto Fonit Cetra, LPX 146 | IT11 (9 Wo.)IT | mit New Pathetic “Elastic” Orchestra        |
| 1986 | Prima che sia troppo tardi Fonit Cetra / Dischi Ricordi, STVL 6350          | IT6 (10 Wo.)IT |                                             |
| 1988 | Discao meravigliao Fonit Cetra, STLP 197                                    | IT1 (14 Wo.)IT | mit Nino Frassica und Paola Cortellesi      |
| 1992 | Napoli punto e a capo Fonit Cetra, TLPX 336                                 | IT1 (23 Wo.)IT | mit L’Orchestra Italiana                    |
| 1993 | Napoli. Due punti & a capo Fonit Cetra, TCDL 367                            | IT3 (13 Wo.)IT | mit L’Orchestra Italiana                    |
| 1995 | Napoli: punto esclamativo! “Internescional uei!” Fonit Cetra, TCDL 392      | IT5 (23 Wo.)IT | mit L’Orchestra Italiana                    |
| 1996 | Pecché nun ce ne jammo in America? Ricordi, TCDMRL 430222                   | IT21 (10 Wo.)IT | mit L’Orchestra Italiana                    |
| 1998 | Sud(s) BMG Ricordi                                                          | IT15 (4 Wo.)IT | mit L’Orchestra Italiana                    |
| 2002 | Tonite! Renzo Swing! CGD                                                    | IT5 (25 Wo.)IT | mit Swing Maniacs                           |
| 2005 | Vintage! …ma non li dimostra Atlantic                                       | IT4 (21 Wo.)IT | mit Arborigeni                              |
| 2006 | At Carnegie Hall New York Atlantic                                          | IT9 Gold (2014) · (18 Wo.)IT | mit L’Orchestra Italiana Verkäufe: + 25.000 |
| 2007 | Dicottanni di… “canzoni napoletane” (…quelle belle) Gazebo Giallo / Warner  | IT22 Gold (2015) · (17 Wo.)IT | mit L’Orchestra Italiana Verkäufe: + 25.000 |
| 2013 | …my American way! Gazebo Giallo / Sony                                      | IT15 (12 Wo.)IT | mit The Arboriginals                        |
| 2014 | …e pensare che dovevo fare il dentista… Gazebo Giallo / Sony                | IT22 (9 Wo.)IT | Renzo Arbore & Friends                      |
| 2017 | Arbore Plus Sony                                                            | IT25 (7 Wo.)IT |                                             |

Weitere Alben
- 1981: Il pap’occhio (RCA, BL 31563)
- 1981: Ora o mai più ovvero cantautore da grande (Dischi Ricordi, SMRL 6284)
- 1983: F.F.S.S. cioè che mi hai portato a fare sopra a Posillipo se non mi vuoi più bene? (Mammouth, ZPGMU 33444; mit Roberto Benigni und Pietra Montecorvino)
- 1985: Cari amici vicini e lontani (Fonit Cetra, LPX 142; mit I Senza Vergogna und Gemelle Nete)
- 1987: Viaggiare oh… oh…! (Fonit Cetra, ALP 2019; mit Barilla Boogie Band)
- 1990: Sanremix (Fonit Cetra, TLPX 250; mit Lino Banfi, Stefano Palatresi und I Campagnoli Belli)

### Singles
| Jahr | Titel Album                                   | Höchstplatzierung, Gesamtwochen, AuszeichnungChartsChartplatzierungen (Jahr, Titel, Album, Platzierungen, Wochen, Auszeichnungen, Anmerkungen) | Anmerkungen                                            |
| Jahr | Titel Album                                   | IT | Anmerkungen                                            |
| ---- | --------------------------------------------- | --- | ------------------------------------------------------ |
| 1988 | Sì, la vita è tutt'un quiz Discao Meravigliao | IT2 (16 Wo.)IT | Dischi Ricordi, SRL 11068 B-Seite: Vengo dopo il tiggì |

Weitere Singles
- 1972: She Was Not an Angel / The Stage Boy (Tickle, TSP 1307) – mit N.U. Orleans Rubbish Band
- 1986: Playback / Tu vecchia mutanda, tu (Fonit Cetra, JB 315)
- 1989: Cacao meravigliao / Cocco rock (Fonit Cetra, DLP632)

## Filmografie (Auswahl)
- 1971: Für einen Sarg voller Dollars (Per una bara piena di dollari) (Darsteller)
- 1980: Tele Vaticano – Das Auge des Papstes (Il pap’occhio) (Regie, Buch, Idee, Musik, Darsteller)
- 1983: F.F.S.S.… cioè che mi hai portato a fare sopra a Posillipo se non mi vuoi più bene? (Regie, Buch, Idee, Musik, Darsteller)